# Lista de exoplanetas descobertos em 2017
Esta é uma Lista de exoplanetas descobertos em 2017.
Para exoplanetas detectados apenas pela velocidade radial, o valor da massa é na verdade um limite inferior. (Consulte a massa mínima para obter mais informações)
| Nome                    | Massa (MJ)            | Raio (RJ)          | Período (dais)         | Semieixo maior (AU)      | Temp. (K)   | Método de descoberta | Distância (ly)   | Massa da estrela-mãe (M☉) | Temperatura da estrela-mãe (K) | Observações |
| ----------------------- | --------------------- | ------------------ | ---------------------- | ------------------------ | ----------- | -------------------- | ---------------- | ------------------------- | ------------------------------ | --- |
| BD+03 2562 b            | 6.4                   |                    | 481.9                  | 1.3                      |             | Vel. radial          | 8540             | 1.14                      | 4095                           | [ 2 ] |
| CoRoT-30 b              | 2.90±0.22             | 1.009±0.076        | 9.06005±0.00024        | 0.0844±0.0012            |             | Trânsito             | 3100±200         | 0.98+0.03 −0.05           | 5650±100                       | [ 3 ] |
| CoRoT-31 b              | 0.84±0.34             | 1.46±0.30          | 4.62941±0.00075        | 0.0586±0.0034            |             | Trânsito             | 7000±2000        | 1.25+0.22 −0.21           | 5700±120                       | [ 3 ] |
| CoRoT-32 b              | 0.15                  | 0.57               | 6.71837                | 0.071                    | 938         | Trânsito             |                  | 1.08                      | 5970                           | Estrela-mãe também conhecida como CoRoT 223977153 |
| Gliese 273 b            | 0.00909               |                    | 18.6498                | 0.091101                 | 259         | Vel. radial          | 12               | 0.29                      | 3382                           | Também conhecido como Luyten b, exoplaneta potencialmente habitável.                                                                                     |
| Gliese 273 c            | 0.00371               |                    | 4.7234                 | 0.036467                 |             | Vel. radial          | 12               | 0.29                      | 3382                           | [ 5 ] |
| Gliese 625 b            | 0.00887               |                    | 14.628                 | 0.078361                 |             | Vel. radial          | 21               | 0.30                      | 3499                           | [ 6 ] |
| Gliese 1148 c           | 0.2141                |                    | 532.58                 | 0.912                    |             | Vel. radial          | 35.98            | 0.357±0.013               |                                | Estrela-mãe também conhecida como Ross 1003 |
| Gliese 3138 b           | 0.0056                |                    | 1.22003                | 0.0197                   |             | Vel. radial          | 92.9             | 0.68                      | 3717                           | |
| Gliese 3138 c           | 0.01315               |                    | 5.974                  | 0.057                    |             | Vel. radial          | 92.9             | 0.68                      | 3717                           | |
| Gliese 3138 d           | 0.03304               |                    | 257.8                  | 0.698                    |             | Vel. radial          | 92.9             | 0.68                      | 3717                           | |
| Gliese 3293 d           | 0.02391               |                    | 48.1345                | 0.19394                  |             | Vel. radial          | 51.4             | 0.42                      | 3466                           | |
| Gliese 3293 e           | 0.01032               |                    | 13.2543                | 0.08208                  |             | Vel. radial          | 51.4             | 0.42                      | 3466                           | |
| Gliese 3323 b           | 0.00636               |                    | 5.3636                 | 0.03282                  |             | Vel. radial          | 17.4             | 0.16                      | 3159                           | |
| Gliese 3323 c           | 0.00727               |                    | 40.54                  | 0.1264                   |             | Vel. radial          | 17.4             | 0.16                      | 3159                           | |
| Gliese 3942 b           | 0.0225                |                    | 6.905                  | 0.0608                   | 590         | Vel. radial          | 55.3             | 0.63                      | 3867                           | [ 8 ] |
| HAT-P-67b               | 0.34                  | 2.085              | 4.81010250             | 0.06505                  |             | Trânsito             | 1000             | 1.642                     | 6406                           | [ 9 ] |
| HATS-36b                | 2.79±0.40             | 1.263±0.045        | 4.1752379±0.0000021    | 0.0529±0.0011            | 1363±40     | Trânsito             | 2860±70          | 1.135±0.067               | 5970±160                       | Estrela-mãe também conhecida como K2-145 |
| HATS-43b                | 0.261±0.054           | 1.180±0.050        | 4.3888497              | 0.04944±0.00046          | 1003±27     | Trânsito             | 1194.1±7.4       | 0.837±0.023               | 5099±61                        | [ 11 ] |
| HATS-44b                | 0.56±0.11             | 1.067+0.125 −0.071 | 2.7439004              | 0.03649±0.00030          | 1161±34     | Trânsito             | 1474±11          | 0.860±0.021               | 5080±100                       | [ 11 ] |
| HATS-45b                | 0.70±0.15             | 1.286±0.093        | 4.1876244              | 0.05511±0.00069          | 1518±45     | Trânsito             | 2575±38          | 1.272±0.048               | 6450±110                       | [ 11 ] |
| HATS-46b                | 0.173±0.062           | 0.903+0.058 −0.045 | 4.7423729              | 0.05367±0.00053          | 1054±29     | Trânsito             | 1500±13          | 0.917±0.027               | 5495±69                        | [ 11 ] |
| HATS-50b                | 0.39                  | 1.130              | 3.8297015              | 0.05046                  |             | Trânsito             | 2340             | 1.17                      | 5990                           | [ 12 ] |
| HATS-51b                | 0.768                 | 1.41               | 3.3488702              | 0.04639                  | 1553        | Trânsito             | 1560             | 1.17                      | 5758                           | |
| HATS-52b                | 2.24                  | 1.382              | 1.36665436             | 0.02498                  | 1834        | Trânsito             | 2060             | 1.11                      | 6010                           | |
| HATS-53b                | 0.595                 | 1.340              | 3.8537768              | 0.04753                  | 1312        | Trânsito             | 2000             | 0.96                      | 5644                           | |
| HD 3167 d               | 0.0217                |                    | 8.509                  | 0.07757                  |             | Vel. radial          | 149              | 0.86                      | 5261                           | [ 13 ] |
| HD 17674 b              | 0.87                  |                    | 623.8                  | 1.42                     |             | Vel. radial          | 145              | 0.98                      | 5904                           | [ 14 ] |
| HD 20781 d              | 0.0061+0.0012 −0.0011 | 0.2052             | 5.3135±0.001           | 0.0529+0.0024 −0.0027    |             | radial vel.          | 115.36±4.4       | 0.7                       | 5256±29                        | [ 15 ] |
| HD 20781 e              | 0.0168+0.0022 −0.0021 | 0.2183             | 13.8905+0.0033 −0.0034 | 0.1004+0.0046 −0.0051    |             | radial vel.          | 115.36±4.4       | 0.7                       | 5256±29                        | [ 15 ] |
| HD 20794 e              | 0.0150                |                    | 147.02                 | 0.509                    |             | Vel. radial          | 19.8             | 0.7                       | 5401                           | [ 16 ] |
| HD 27894 c              | 0.162                 |                    | 36.07                  | 0.198                    |             | Vel. radial          | 138.2            | 0.8                       | 4875                           | [ 17 ] |
| HD 27894 d              | 5.415                 |                    | 5174                   | 5.448                    |             | Vel. radial          | 138.2            | 0.8                       | 4875                           | [ 17 ] |
| HD 29021 b              | 2.4                   |                    | 1362.3                 | 2.28                     |             | Vel. radial          | 100              | 0.85                      | 5560                           | [ 14 ] |
| HD 34445 c              | 0.168                 |                    | 214.67                 | 0.7181                   |             | Vel. radial          | 146.8            | 1.07                      | 5836                           | Likely a false positive |
| HD 34445 d              | 0.0970                |                    | 117.87                 | 0.4817                   |             | Vel. radial          | 146.8            | 1.07                      | 5836                           | Provavelmente um falso positivo |
| HD 34445 e              | 0.0529                |                    | 49.175                 | 0.2687                   |             | Vel. radial          | 146.8            | 1.07                      | 5836                           | Provavelmente um falso positivo |
| HD 34445 f              | 0.119                 |                    | 676.8                  | 1.543                    |             | Vel. radial          | 146.8            | 1.07                      | 5836                           | Provavelmente um falso positivo |
| HD 34445 g              | 0.38                  |                    | 5700                   | 6.36                     |             | Vel. radial          | 146.8            | 1.07                      | 5836                           | Provavelmente um falso positivo |
| HD 40956 b              | 2.7                   |                    | 578.6                  | 1.4                      |             | Vel. radial          | 385              | 2.00                      | 4869                           | [ 20 ] |
| HD 42012 b              | 1.6                   |                    | 857.5                  | 1.67                     |             | Vel. radial          | 121              | 0.83                      | 5405                           | [ 14 ] |
| HD 45184 c              | 0.0277+0.0034 −0.0032 |                    | 13.1354+0.0026 −0.0025 | 0.11+0.0034 −0.0036      |             | radial vel.          | 71.36±0.62       | 1.03                      | 5869±14                        | [ 21 ] |
| HD 76920 b              | 3.93                  |                    | 415.891+0.043 −0.039   | 1.149                    |             | Vel. radial          | 602.7            | 1.17                      | 4698                           | Órbita extremamente excêntrica em torno de uma gigante vermelha evoluída                                                                                 |
| HD 93385 Ab             | 0.0125±0.0015         |                    | 7.3422±0.0014          | 0.0749±0.0017            | 1129±19     | Vel. radial          | 141.6±0.2        | 1.04±0.01                 | 5823±35                        | Confirmado em 2021, renomeado de HD 93385 d |
| HD 106315 b             | 0.0255                | 0.207              | 9.55804                | 0.0905                   | 1046        | Trânsito             | 358              | 1.08                      | 6277                           | Estrela-mãe também conhecida como K2-109 |
| HD 106315 c             | 0.0560                | 0.385              | 21.05788               | 0.1533                   | 804         | Trânsito             | 358              | 1.08                      | 6277                           | Estrela-mãe também conhecida como K2-109 |
| HD 111591 b             | 4.4                   |                    | 1056.4                 | 2.5                      |             | Vel. radial          | 352              | 1.94                      | 4884                           | [ 20 ] |
| HD 113996 b             | 6.3                   |                    | 610.2                  | 1.6                      |             | Vel. radial          | 331.4            | 1.49                      | 4181                           | [ 20 ] |
| HD 147379 b             | 0.0777                |                    | 86.54                  | 0.3193                   |             | Vel. radial          | 35.01            | 0.58                      | 4090                           | [ 27 ] |
| HD 176986 b             | 0.0181                |                    | 6.48980                | 0.06296                  |             | Vel. radial          | 86.1             | 0.79                      | 4931                           | [ 28 ] |
| HD 176986 c             | 0.02888               |                    | 16.8191                | 0.11878                  |             | Vel. radial          | 86.1             | 0.79                      | 4931                           | [ 28 ] |
| HD 177565 b             | 0.04751               |                    | 44.505                 | 0.246                    |             | Vel. radial          | 56               | 1.0                       |                                | [ 29 ] |
| HD 208897 b             | 1.40                  |                    | 352.7                  | 1.05                     |             | Vel. radial          | 211              | 1.25                      | 4860                           | [ 30 ] |
| HIP 65426 b             | 9.0                   |                    |                        | 92                       | 1450        | Imagem direto        | 363              | 1.96                      | 8840                           | Estrela-mãe também conhecida como HD 116434 |
| K2-18c                  | 0.0236                |                    | 8.962                  | 0.060                    | 363         | Vel. radial          | 110              | 0.36                      | 3547                           | [ 32 ] |
| K2-105b                 | 0.09439               | 0.369              | 8.266902               | 0.081                    |             | Trânsito             | 760              | 1.01                      | 5434                           | [ 33 ] |
| K2-106b                 | 0.0263                | 0.136              | 0.571292               | 0.0116                   | 2333        | Trânsito             | 798              | 0.95                      | 5470                           | Estrela-mãe também conhecida como EPIC 220674823 |
| K2-106c                 |                       | 0.226              | 13.341245              |                          |             | Trânsito             | 830              | 0.93                      | 5590                           | Estrela-mãe também conhecida como EPIC 220674823 |
| K2-108b                 | 0.18689               | 0.471              | 4.73401                | 0.0573                   | 1446        | Trânsito             | 1530             | 1.12                      | 5474                           | [ 35 ] |
| K2-111b                 | 0.0271                | 0.17               | 5.35117                | 0.0621                   | 1309        | Trânsito             | 680              | 0.88                      | 5730                           | [ 36 ] |
| K2-114b                 | 1.85                  | 0.942              | 11.39109               | 0.09309                  | 719         | Trânsito             | 1570             | 0.83                      | 5027                           | [ 37 ] |
| K2-115b                 | 0.84                  | 1.115              | 20.273034              | 0.1367                   | 682         | Trânsito             | 1360             | 0.83                      | 5560                           | [ 37 ] |
| K2-116b                 |                       | 0.062              | 4.655411               | 0.048                    |             | Trânsito             | 183.1            | 0.69                      | 4348                           | Estrela-mãe também conhecida como BD-12 6259 |
| K2-117b                 |                       | 0.175              | 1.291505               | 0.019                    |             | Trânsito             | 333.5            | 0.58                      | 3842                           | [ 39 ] |
| K2-117c                 |                       | 0.181              | 5.444820               | 0.051                    |             | Trânsito             | 333.5            | 0.58                      | 3842                           | [ 39 ] |
| K2-118b                 |                       | 0.227              | 50.92092               | 0.245                    |             | Trânsito             | 1057             | 0.76                      | 4726                           | [ 38 ] |
| K2-119b                 |                       | 0.204              | 7.728578               | 0.070                    |             | Trânsito             | 1180             | 0.76                      | 4753                           | [ 38 ] |
| K2-120b                 |                       | 0.179              | 9.562742               | 0.078                    |             | Trânsito             | 950              | 0.69                      | 4350                           | [ 38 ] |
| K2-121b                 |                       | 0.814              | 5.185754               | 0.052                    |             | Trânsito             | 552              | 0.71                      | 4471                           | [ 38 ] |
| K2-122b                 |                       | 0.114              | 2.219405               | 0.029                    |             | Trânsito             | 236              | 0.63                      | 3993                           | [ 38 ] [ 39 ] |
| K2-123b                 |                       | 0.236              | 30.956763              | 0.167                    |             | Trânsito             | 529              | 0.65                      | 4076                           | [ 38 ] [ 39 ] |
| K2-124b                 |                       | 0.236              | 6.413539               | 0.051                    |             | Trânsito             | 448              | 0.44                      | 3561                           | [ 38 ] |
| K2-125b                 |                       | 0.194              | 21.750264              | 0.121                    |             | Trânsito             | 415              | 0.49                      | 3654                           | [ 38 ] |
| K2-126b                 |                       | 0.164              | 7.387073               | 0.066                    |             | Trânsito             | 332              | 0.70                      | 4368                           | [ 38 ] |
| K2-127b                 |                       | 0.773              | 3.588165               | 0.041                    |             | Trânsito             | 2370             | 0.70                      | 4388                           | [ 38 ] |
| K2-128b                 |                       | 0.127              | 5.675819               | 0.056                    |             | Trânsito             | 373              | 0.71                      | 4470                           | [ 38 ] |
| K2-129b                 |                       | 0.0928             | 8.239493               | 0.057                    |             | Trânsito             | 90.19±0.07       | 0.36                      | 3459                           | Estrela-mãe também conhecida como LP 868-19 |
| K2-130b                 |                       | 0.112              | 2.494120               | 0.032                    |             | Trânsito             | 384.4±0.6        | 0.70                      | 4356                           | [ 38 ] |
| K2-131b                 | 0.017                 | 0.152              | 0.36931                | 0.009500                 | 2062        | Trânsito             | 501              | 0.84                      | 5245                           | [ 40 ] |
| K2-132b                 |                       | 1.30               | 9.1751                 |                          |             | Trânsito             | 568              | 1.08±0.08                 | 4840±90                        | [ 41 ] |
| K2-133b                 |                       | 0.117              | 3.0712                 | 0.033                    |             | Trânsito             | 245.3±0.7        | 0.46±0.01                 | 3655±80                        | Estrela-mãe também conhecida como LP 358-499, 4 planetas no sistema                                                                                      |
| K2-133c                 |                       | 0.132              | 4.8682                 | 0.045                    |             | Trânsito             | 245.3±0.7        | 0.46±0.01                 | 3655±80                        | Estrela-mãe também conhecida como LP 358-499, 4 planetas no sistema                                                                                      |
| K2-135b                 |                       | 0.180              | 11.0234                | 0.077                    |             | Trânsito             | 245.3±0.7        | 0.46±0.01                 | 3655±80                        | Estrela-mãe também conhecida como LP 358-499, 4 planetas no sistema                                                                                      |
| K2-135b                 |                       | 0.156              | 1.208957               | 0.020                    | 1043.5      | Trânsito             | 98.8             | 0.66                      | 4255                           | [ 43 ] |
| K2-135c                 |                       | 0.121              | 3.64802                | 0.042                    | 721.9       | Trânsito             | 98.8             | 0.66                      | 4255                           | [ 43 ] |
| K2-135d                 |                       | 0.187              | 6.20141                | 0.060                    | 604.9       | Trânsito             | 98.8             | 0.66                      | 4255                           | [ 43 ] |
| K2-136b                 |                       | 0.0883             | 7.975292               |                          | 553         | Trânsito             |                  | 0.74                      | 4499                           | [ 44 ] |
| K2-136c                 | 0.057±0.006           | 0.260              | 17.307137              | 0.11728                  | 425         | Trânsito             |                  | 0.74                      | 4499                           | [ 44 ] [ 45 ] |
| K2-136d                 |                       | 0.129              | 25.575065              |                          | 373         | Trânsito             |                  | 0.74                      | 4499                           | [ 44 ] |
| K2-137b                 | 0.5                   | 0.079              | 0.179715               | 0.0058                   | 1471        | Trânsito             |                  | 0.46                      | 3492                           | [ 46 ] |
| K2-139b                 | 0.387                 | 0.808              | 28.38236               | 0.179                    | 565         | Trânsito             | 496              | 1.8                       | 5340                           | [ 47 ] |
| K2-140b                 | 0.211                 | 1.093              | 6.56918                | 0.0687                   | 957         | Trânsito             | 1110             | 1.00                      | 5705                           | [ 48 ] |
| K2-141b                 | 0.0160±0.0013         | 0.135±0.004        | 0.2803226              | 0.00716+0.00055 −0.00065 | 2039+87 −48 | Trânsito             | 202.16±0.54      | 0.708±0.028               | 4599±79                        | [ 49 ] [ 50 ] |
| K2-146b                 |                       | 0.196±0.021        | 2.644646               | 0.0266±0.0010            |             | Trânsito             | 259.2±1.5        | 0.358±0.042               | 3385±70                        | [ 39 ] |
| K2-147b                 |                       | 0.123+0.015 −0.013 | 0.961917               | 0.0159±0.0005            |             | Trânsito             | 296.10±0.90      | 0.583±0.059               | 3672±70                        | Também chamado de EPIC 213715787 |
| K2-148b                 |                       | 0.119+0.017 −0.016 | 4.38395±0.00080        | 0.0454±0.0014            |             | Trânsito             | 407.4±2.0        | 0.650±0.061               | 4079±70                        | [ 39 ] |
| K2-148c                 |                       | 0.154+0.021 −0.019 | 6.92260±0.00070        | 0.0616±0.0019            |             | Trânsito             | 407.4±2.0        | 0.650±0.061               | 4079±70                        | [ 39 ] |
| K2-148d                 |                       | 0.146+0.021 −0.019 | 9.7579±0.0010          | 0.0774±0.0024            |             | Trânsito             | 407.4±2.0        | 0.650±0.061               | 4079±70                        | [ 39 ] |
| K2-149b                 |                       | 0.146+0.018 −0.016 | 11.3320±0.0013         | 0.0830±0.0027            |             | Trânsito             | 404.8±1.8        | 0.595±0.059               | 3745±70                        | [ 39 ] |
| K2-150b                 |                       | 0.178+0.024 −0.019 | 10.59357±0.00084       | 0.0727±0.0027            |             | Trânsito             | 335.2±2.6        | 0.457±0.051               | 3499±70                        | [ 39 ] |
| K2-151b                 |                       | 0.120+0.014 −0.012 | 3.835592               | 0.0365±0.0014            |             | Trânsito             | 227.07±0.49      | 0.440±0.050               | 3585±70                        | [ 39 ] |
| K2-152b                 |                       | 0.204+0.022 −0.021 | 32.6527±0.0035         | 0.1716±0.0012            | 337±3       | Trânsito             | 354.8±1.3        | 0.63±0.01                 | 4044+34 −35                    | [ 39 ] |
| K2-153b                 |                       | 0.178+0.019 −0.016 | 7.51554                | 0.0614±0.0004            | 497±6       | Trânsito             | 468.7±3.0        | 0.55±0.01                 | 3845±37                        | [ 39 ] |
| K2-154b                 |                       | 0.178+0.019 −0.010 | 3.67635                | 0.0405±0.0003            | 715+9 −8    | Trânsito             | 423.5±1.5        | 0.65+0.02 −0.01           | 4097+40 −45                    | [ 39 ] |
| K2-154c                 |                       | 0.185+0.016 −0.012 | 7.95478                | 0.0677±0.0005            | 552±7       | Trânsito             | 423.5±1.5        | 0.65+0.02 −0.01           | 4097+40 −45                    | [ 39 ] |
| KELT-9b                 | 2.88                  | 1.891              | 1.4811235              | 0.03462                  | 4050        | Trânsito             | 615.5            | 2.52                      | 10170                          | Exoplaneta mais quente confirmado |
| KELT-18b                | 1.18                  | 1.570              | 2.8717518              | 0.04550                  | 2085        | Trânsito             |                  | 1.52                      | 6670                           | [ 53 ] |
| KELT-19Ab               | <4.07                 | 1.91               | 4.6117093              | 0.0637                   | 1935        | Trânsito             | 950              | 1.62                      | 7500                           | [ 54 ] |
| KELT-20b                |                       | 1.741              | 3.4741085              | 0.0542                   | 2262        | Trânsito             | 455.6            | 1.76                      | 8720                           | Também conhecido como MASCARA-2b |
| KELT-21b                | 3.91+0 −3.91          | 1.586+0.039 −0.040 | 3.6127647              | 0.05224+0.00035 −0.00034 | 2051+29 −30 | Trânsito             | 1557±21          | 1.458+0.029 −0.028        | 7598+81 −84                    | [ 57 ] |
| Kepler-19d              | 0.0708                |                    | 62.95                  |                          |             | Vel. radial          | 6910             | 0.94                      | 5541                           | [ 58 ] |
| Kepler-80g              |                       | 0.101              | 14.64558               |                          | 418         | Trânsito             | 1160             | 0.73                      | 4540                           | [ 59 ] |
| Kepler-90i              |                       | 0.118              | 14.44912               |                          | 709         | Trânsito             | 2540             | 1.2                       | 6080                           | [ 59 ] |
| Kepler-150f             |                       | 0.325              | 637.2093               | 1.24                     |             | Trânsito             | 2980±50          |                           | 5560                           | [ 60 ] |
| Kepler-1649b            |                       | 0.0964             | 8.689090               | 0.0514                   |             | Trânsito             |                  | 0.22                      | 3240                           | [ 61 ] |
| Kepler-1650b            |                       | 0.0856             | 1.53818001             |                          |             | Trânsito             | 393              | 0.33                      | 3410                           | [ 62 ] |
| Kepler-1651b            |                       | 0.164              | 9.87863917             |                          |             | Trânsito             | 226              | 0.52                      | 3713                           | [ 62 ] |
| Kepler-1652b            |                       | 0.143              | 38.09722               | 0.1654                   | 268         | Trânsito             | 822              | 0.40                      | 3638                           | [ 63 ] |
| Kepler-1653b            |                       | 0.194              | 140.2524               | 0.4706                   | 284         | Trânsito             | 2460             | 0.72                      | 4807                           | [ 63 ] |
| LHS 1140 b              | 0.0209                | 0.128              | 24.73712               | 0.0875                   | 254         | Trânsito             | 40.7             | 0.18                      | 3216                           | Exoplaneta potencialmente habitável |
| MASCARA-1b              | 3.7                   | 1.5                | 2.148780               | 0.043                    | 2570        | Trânsito             | 615.5            | 1.72                      | 7554                           | [ 65 ] |
| MOA-2010-BLG-117Lb      | 0.54±0.10             |                    | 2369+835 −2717         | 2.9+1.6 −0.6             |             | Microlente           | 11400±1300       | 0.58±0.11                 | 4000+450 −350                  | [ 66 ] |
| MOA-2012-BLG-006Lb      | 8.40                  |                    |                        | 10.2                     |             | Microlente           | 17000            | 0.49                      |                                | [ 67 ] |
| MOA-2012-BLG-505Lb      | 0.02108               |                    |                        | 0.900                    |             | Microlente           | 23500            | 0.10                      |                                | [ 68 ] |
| MOA-2016-BLG-227Lb      | 2.8                   |                    |                        | 1.67                     |             | Microlente           | 21000            | 0.29                      |                                | [ 69 ] |
| MXB 1658-298 b          | 23.7                  |                    | 760                    | 1.613                    |             | Tempo                |                  | 1.98                      |                                | Planeta circumbinário |
| NGTS-1b                 | 0.812                 | 1.33               | 2.647298               | 0.0326                   | 790         | Trânsito             | 731              | 0.617                     | 3916                           | Maior exoplaneta em relação à sua estrela |
| OGLE-2013-BLG-0132Lb    | 0.29                  |                    |                        | 3.6                      |             | Microlente           | 13000            | 0.54                      |                                | [ 72 ] |
| OGLE-2013-BLG-1721Lb    | 0.64                  |                    |                        | 2.6                      |             | Microlente           | 21000            | 0.46                      |                                | [ 72 ] |
| OGLE-2013-BLG-1761Lb    | 2.7+2.5 −1.5          |                    |                        | 1.8±0.5                  |             | Microlente           | 23000+3300 −3900 | 0.33+0.32 −0.19           |                                | [ 73 ] |
| OGLE-2016-BLG-0263Lb    | 4.10                  |                    |                        | 5.4                      |             | Microlente           | 21000            | 0.13                      |                                | [ 74 ] |
| OGLE-2016-BLG-0613(AB)b | 4.18                  |                    |                        | 6.40                     |             | Microlente           | 11100            | 0.72                      |                                | [ 75 ] |
| OGLE-2016-BLG-1190Lb    | 13.38                 |                    | 1224                   | 2.17                     |             | Microlente           | 22100            | 0.88                      |                                | Extremamente massivo; possível anã marrom |
| OGLE-2016-BLG-1195Lb    | 0.031                 |                    |                        | 2.62±0.28                |             | Microlente           | 22000±2000       | 0.57±0.06                 |                                | </ref> |
| OGLE-2017-BLG-0173Lb    | 0.0103+0.0121 −0.0063 |                    | 4493+3090 −7055        | 3.9±1.6                  |             | Microlente           | 15700+4900 −5900 | 0.40+0.39 −0.23           | 3500+1500 −500                 | Atypical lensing event Not an OGLE-2011-BLG-0173Lb! |
| PSR B0329+54 b          | 0.00620               |                    | 10140                  | 10.26                    |             | Tempo                | 1600             | 1.44                      |                                | Duvidoso |
| PSR J2322-2650 b        | 0.7949                |                    | 0.322963997            | 0.0102                   |             | Tempo                | 750              | 1.4                       |                                | [ 81 ] |
| Qatar-6b                | 0.668                 | 1.062              | 3.506195               | 0.0423                   |             | Trânsito             | 330              | 0.822                     | 5052                           | [ 82 ] |
| Ross 128 b              | 0.00440               |                    | 9.8658                 | 0.0496                   | 301         | Vel. radial          | 11.03            | 0.17                      | 3192                           | [ 83 ] |
| SAND978 b               | 2.18                  |                    | 511.21                 |                          |             | Vel. radial          | 2051.3           | 1.37                      | 4200                           | Red giant host star, belonging to M67, is also known as NGC 2682 108 Estrela-mãe gigante vermelha, pertencente a M67, também conhecida como NGC 2682 108 |
| TAP 26 b                | 1.66                  |                    | 10.79                  | 0.0968                   |             | Vel. radial          | 480              | 1.04                      | 4620                           | Estrela-mãe também conhecida como V1069 Tauri |
| Tau Ceti g              | 0.00551               |                    | 20.00                  | 0.133                    |             | Vel. radial          | 12               | 0.78                      |                                | [ 86 ] |
| Tau Ceti h              | 0.00576               |                    | 49.41                  | 0.243                    |             | Vel. radial          | 12               | 0.78                      |                                | [ 86 ] |
| TRAPPIST-1e             | 0.00195               | 0.082              | 6.099615               | 0.02817                  | 251         | Trânsito             | 39               | 0.08                      | 2559                           | Exoplaneta potencialmente habitável |
| TRAPPIST-1f             | 0.00214               | 0.093              | 9.20669                | 0.0371                   | 219         | Trânsito             | 39               | 0.08                      | 2559                           | Exoplaneta potencialmente habitável |
| TRAPPIST-1g             | 0.00422               | 0.101              | 12.35294               | 0.0451                   | 199         | Trânsito             | 39               | 0.08                      | 2559                           | Exoplaneta potencialmente habitável |
| TRAPPIST-1h             |                       | 0.067              | 20                     | 0.063                    | 168         | Trânsito             | 39               | 0.08                      | 2559                           | [ 87 ] |
| TYC 4282-605-1 b        | 10.78                 |                    | 101.54                 | 0.422                    |             | Vel. radial          | 2300             | 0.97                      | 4300                           | [ 88 ] |
| WASP-91b                | 1.34                  | 1.03               | 2.798581               | 0.037                    | 1160        | Trânsito             | 490              | 0.84                      | 4920                           | [ 89 ] |
| WASP-105b               | 1.8                   | 0.96               | 7.87288                | 0.075                    | 900         | Trânsito             |                  | 0.89                      | 5070                           | [ 89 ] |
| WASP-107b               | 0.12                  | 0.94               | 5.721490               | 0.055                    | 770         | Trânsito             |                  | 0.69                      | 4430                           | [ 89 ] |
| WASP-151b               | 0.31                  | 1.13               | 4.533471               | 0.055                    | 1290        | Trânsito             | 1570             | 1.01                      | 5871                           | Estrela-mãe também conhecida como K2-134 |
| WASP-153b               | 0.39                  | 1.55               | 3.332609               | 0.048                    | 1700        | Trânsito             | 1400             | 1.34                      | 5914                           | [ 90 ] |
| WASP-156b               | 0.128                 | 0.51               | 3.836169               | 0.0453                   | 970         | Trânsito             | 460              | 0.84                      | 4910                           | Estrela-mãe também conhecida como TOI-465 |
| WASP-167b               |                       | 1.58               | 2.0219596              | 0.0365                   | 2329        | Trânsito             | 1240             | 1.59                      | 7000                           | Estrela-mãe também conhecida como KELT-13 |
| YZ Ceti b               | 0.0024                |                    | 1.96876                | 0.01634+0.00035 −0.00041 |             | Vel. radial          | 12.122±0.002     | 0.130±0.013               | 3056±60                        | [ 92 ] |
| YZ Ceti c               | 0.00308               |                    | 3.06008                | 0.02156+0.00046 −0.00054 |             | Vel. radial          | 12.122±0.002     | 0.130±0.013               | 3056±60                        | [ 92 ] |
| YZ Ceti d               | 0.00359               |                    | 4.65627                | 0.02851+0.00061 −0.00071 |             | Vel. radial          | 12.122±0.002     | 0.130±0.013               | 3056±60                        | [ 92 ] |

## Listas específicas de exoplanetas
- Listas de exoplanetas
- Lista de exoplanetas descobertos antes de 2000 (32)
- Lista de exoplanetas descobertos entre 2000-2009 (379)
- Lista de exoplanetas descobertos em 2010 (109)
- Lista de exoplanetas descobertos em 2011 (179)
- Lista de exoplanetas descobertos em 2012 (149)
- Lista de exoplanetas descobertos em 2013 (151)
- Lista de exoplanetas descobertos em 2014 (878)
- Lista de exoplanetas descobertos em 2015 (151)
- Lista de exoplanetas descobertos em 2016 (1.513)
- Lista de exoplanetas descobertos em 2017 (158)
- Lista de exoplanetas descobertos em 2018 (306)
- Lista de exoplanetas descobertos em 2019 (172)
- Lista de exoplanetas descobertos em 2020 (264)
- Lista de exoplanetas descobertos em 2021 (242)
- Lista de exoplanetas descobertos em 2022 (314)
- Lista de exoplanetas descobertos em 2023 (75)
- Lista de exoplanetas potencialmente habitáveis
- Lista de nomes próprios de exoplanetas
- Lista de sistemas multiplanetários
- Lista dos primeiros exoplanetas
- Lista de exoplanetas extremos
- Lista de exoplanetas descobertos usando a sonda Kepler
- Lista de exoplanetas observados durante a missão K2 do Kepler
- Lista de candidatos de exoplanetas para água líquida
- Lista dos exoplanetas mais próximos
- Lista de candidatos a exoplaneta terrestres mais próximos
- Lista de exoplanetas em trânsito